# Pristine
I Pristine sono un gruppo musicale norvegese fondato a Tromsø nel 2006 da Anders Oskal, Åsmund Wilter Kildal Eriksson, Espen Elverum Jakobsen, Heidi Solheim e Kim Karlsen.

## Carriera
I Pristine sono saliti alla ribalta grazie alla loro vittoria al concorso musicale scandinavo Union Bluescup 2010. Il loro album di debutto, Detoxing, è uscito l'anno successivo e ha raggiunto la 33ª posizione della classifica norvegese.
Nel 2012 il gruppo ha partecipato al concorso The International Blues Challenge a Memphis, dove è divenuto popolare come "The Arctic Blues Band", distinguendosi per essere diventati la prima band norvegese a raggiungere le semifinali.
Grazie al loro terzo disco del 2016, Reboot, i Pristine sono stati nominati nella categoria Miglior album blues ai premi Spellemann, il principale riconoscimento musicale norvegese.

## Formazione
- Heidi Solheim – voce
- Espen Elverum Jakobsen – chitarra
- Kim Karlsen – batteria
- Åsmund Wilter Kildal Eriksson – basso
- Anders Oskal – organo, clavinet

## Discografia

### Album in studio
- 2011 – Detoxing
- 2013 – No Regret
- 2016 – Reboot
- 2017 – Ninja
- 2019 – Road Back to Ruin
- 2023 – The Lines We Cross

### EP
- 2020 – Fireball

### Singoli
- 2015 – (I'm Gomma Give You) All of My Love
- 2016 – Derek